# Prieuré de Saint-Jean-des-Bonshommes
Le prieuré de Saint-Jean-des-Bonshommes est un prieuré grandmontain situé à Sauvigny-le-Bois, dans le département français de l'Yonne en France.

## Description

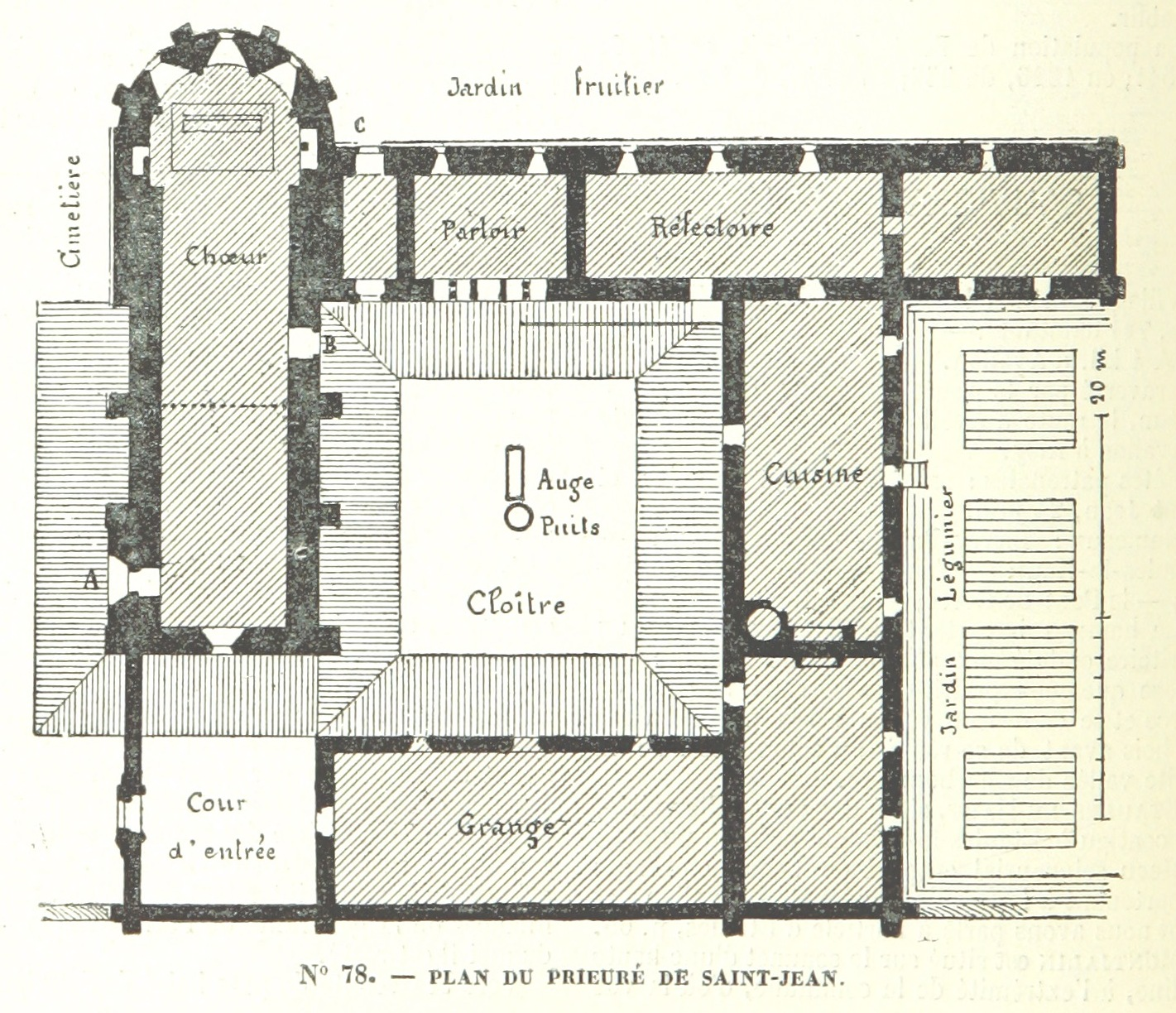
Plan du prieuré.

Ce monastère de l'Ordre de Grandmont a été édifié sur le lieu d'un antique sanctuaire, dans la forêt de Plausse tout au début du XIIIe siècle
,. Ce monastère comptait 13 religieux en 1280. La chapelle (32 m x 6,86 m) est entière, une des plus belles des églises grandmontaines subsistantes, bâtie sur un plan strictement grandmontain, a la particularité d'être voûtée en briques. On voit encore les cinq arcades de la salle capitulaire. Du côté Sud, on trouve des restes du réfectoire et des cuisines.

## Historique
Le prieuré fut fondé dans les bois de Charbonnières (ce qui lui donnera son nom) en 1189 grâce aux libéralités d'Anséric IV de Montréal, avant son départ pour la troisième croisade. Le 13 décembre 1317, lors de la réforme de l'Ordre de Grandmont, en vertu d'une bulle du pape Jean XXII il devint une dépendance du prieuré de Vieupou, à Poilly-sur-Tholon. La guerre de Cent Ans, puis les guerres de Religion lui furent fatales. En 1576, il est occupé et dévasté par les reîtres et lansquenets allemands à la solde du huguenot Jean-Casimir des Deux-Ponts.
Restauré au XVIIe siècle, il fut uni à la mense épiscopale d'Autun lors de la suppression de l'Ordre en 1772 par le pape Clément XIV, puis vendu en 1791 comme bien national. 
L'ancien monastère devint une propriété familiale, bourgeoise et agricole jusqu'en 1846 où un incendie dévora toitures, planchers et boiseries et la plupart des anciens bâtiments conventuels, mais épargna la chapelle. En 1880, la famille acquéreuse de 1791 se sépara des bâtiments, la plupart en ruine, qui finirent par servir de carrière de pierres en 1904. La Société d'études d'Avallon (société savante fondée en 1859) l'acquit le 11 octobre 1905. Après avoir obtenu son classement au titre des monuments historiques, la société créa un musée lapidaire, grâce au concours de l'abbé Jules Giraud et du sculpteur Georges Loiseau-Bailly. La Société en assure l'entretien depuis lors, et le fait visiter en été.

## Protection
Le prieuré est classé au titre des monuments historiques le 14 novembre 1905.

## Galerie de photos

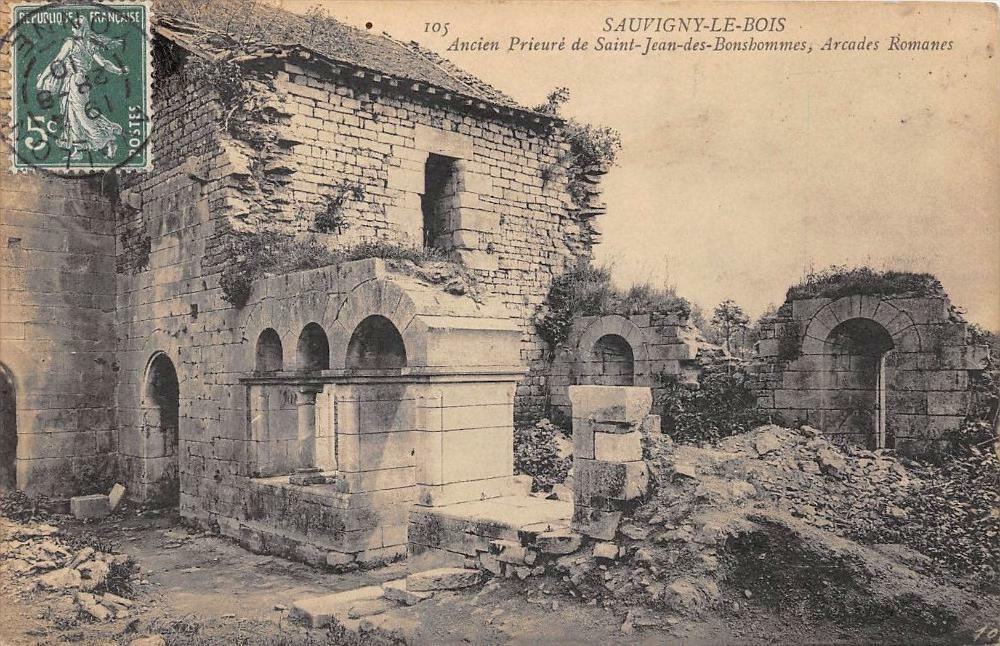
L'ancienne aile de la salle capitulaire en 1910.
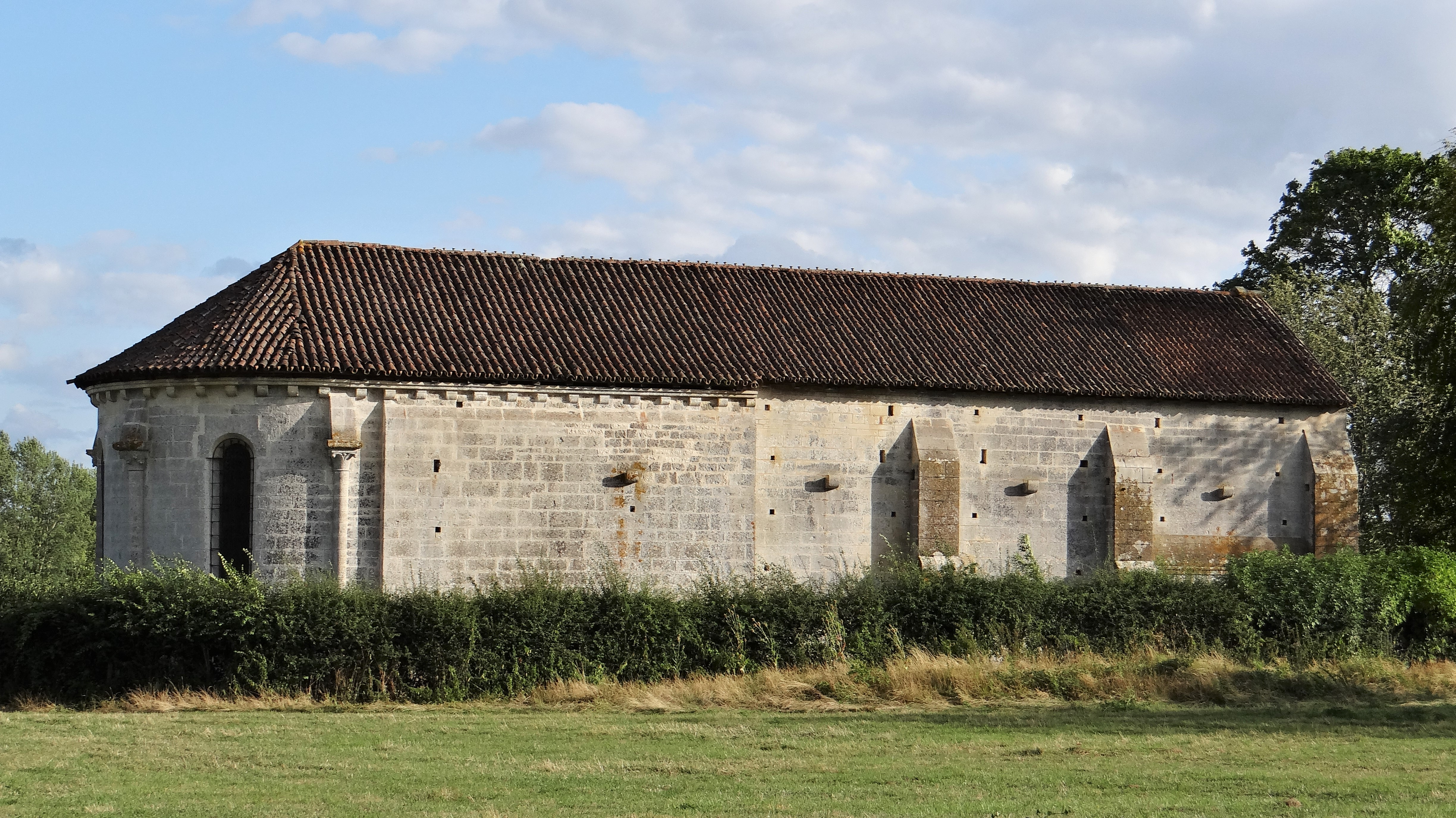
La chapelle en 2019.
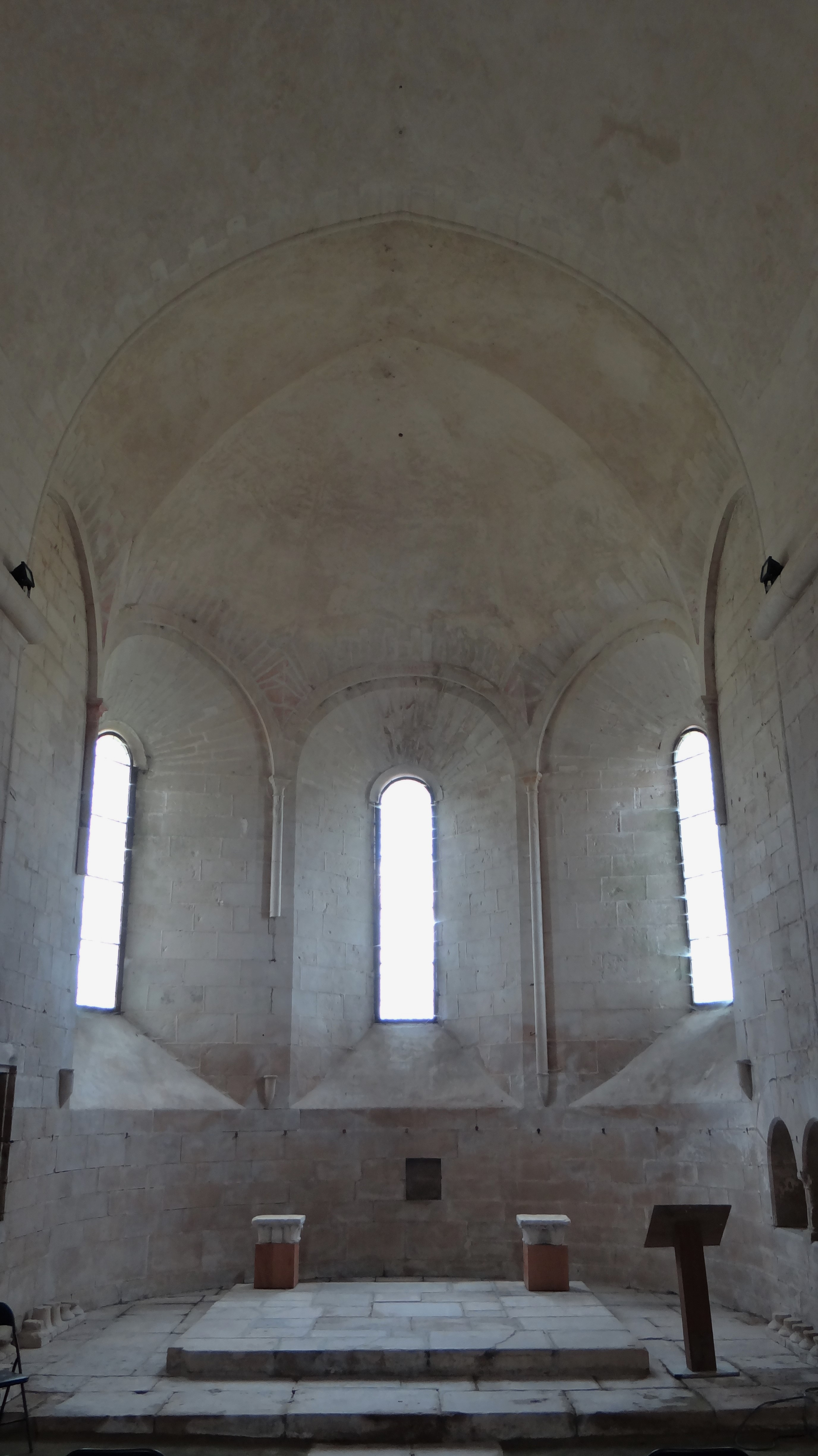
Chœur de la chapelle en 2019.
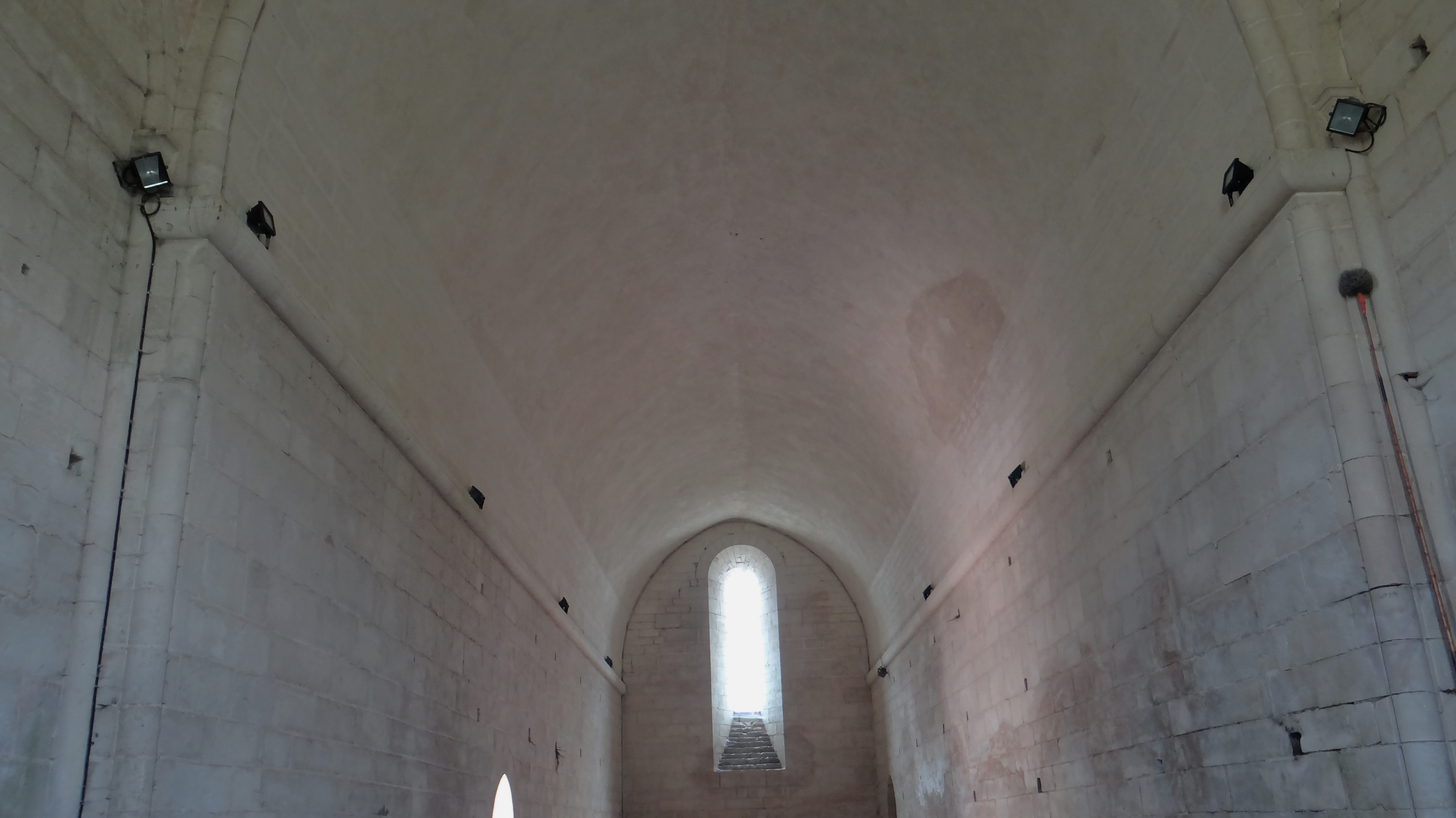
Nef voûtée en brique et en berceau brisé, 2019.
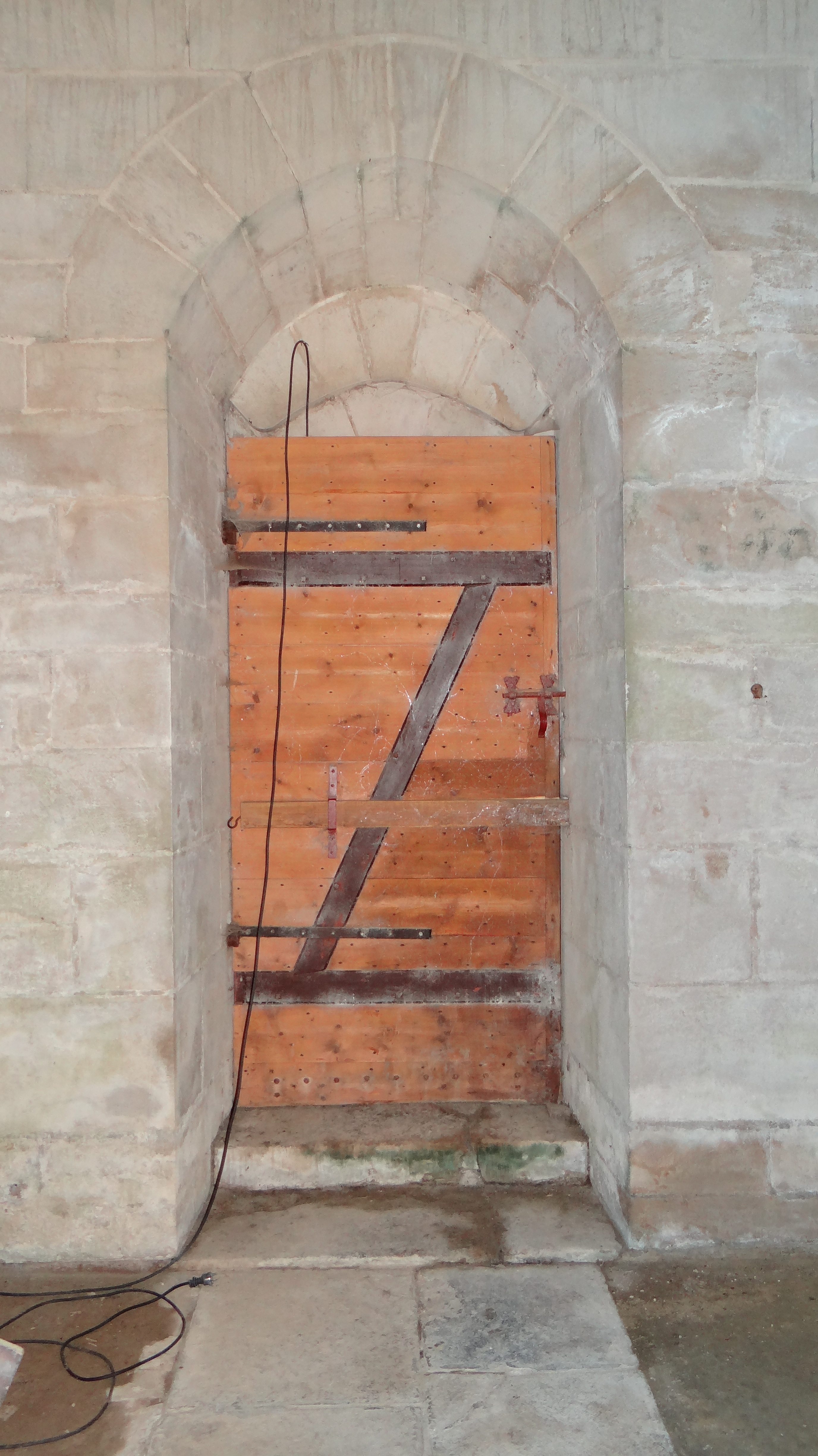
Porte des fidèles, chapelle, 2019.
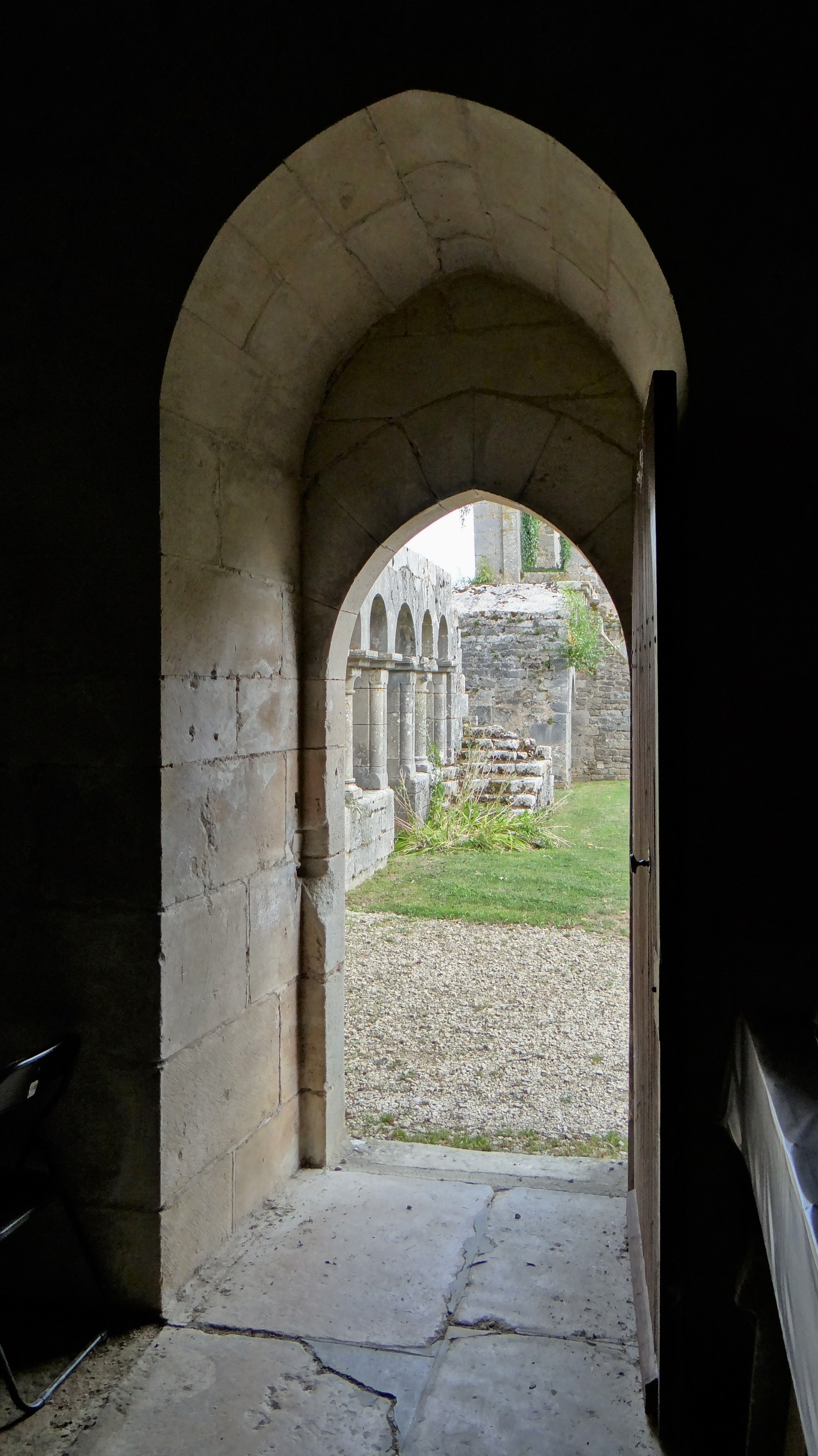
Porte des moines, chapelle, 2019.
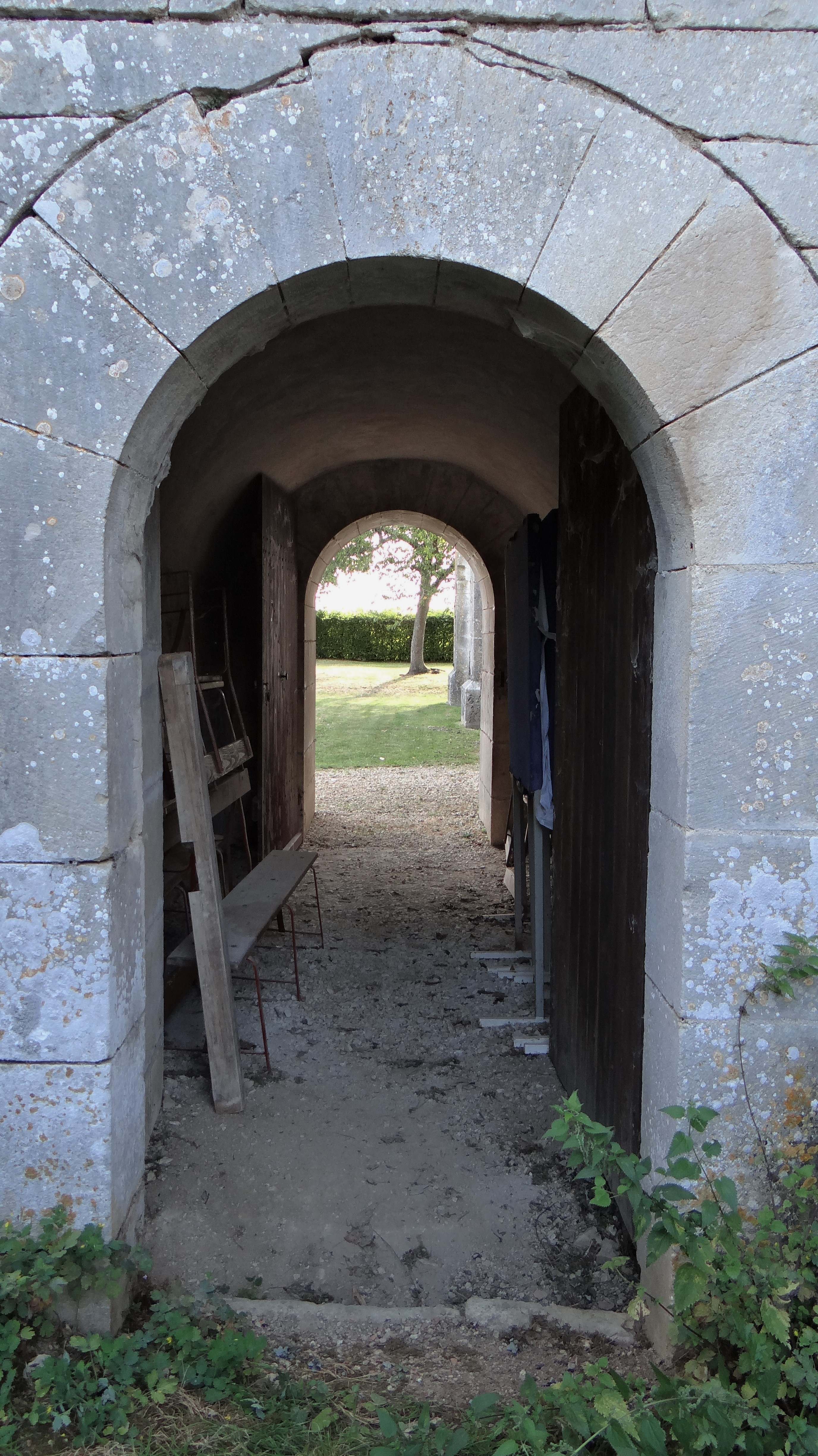
Couloir des morts, 2019.
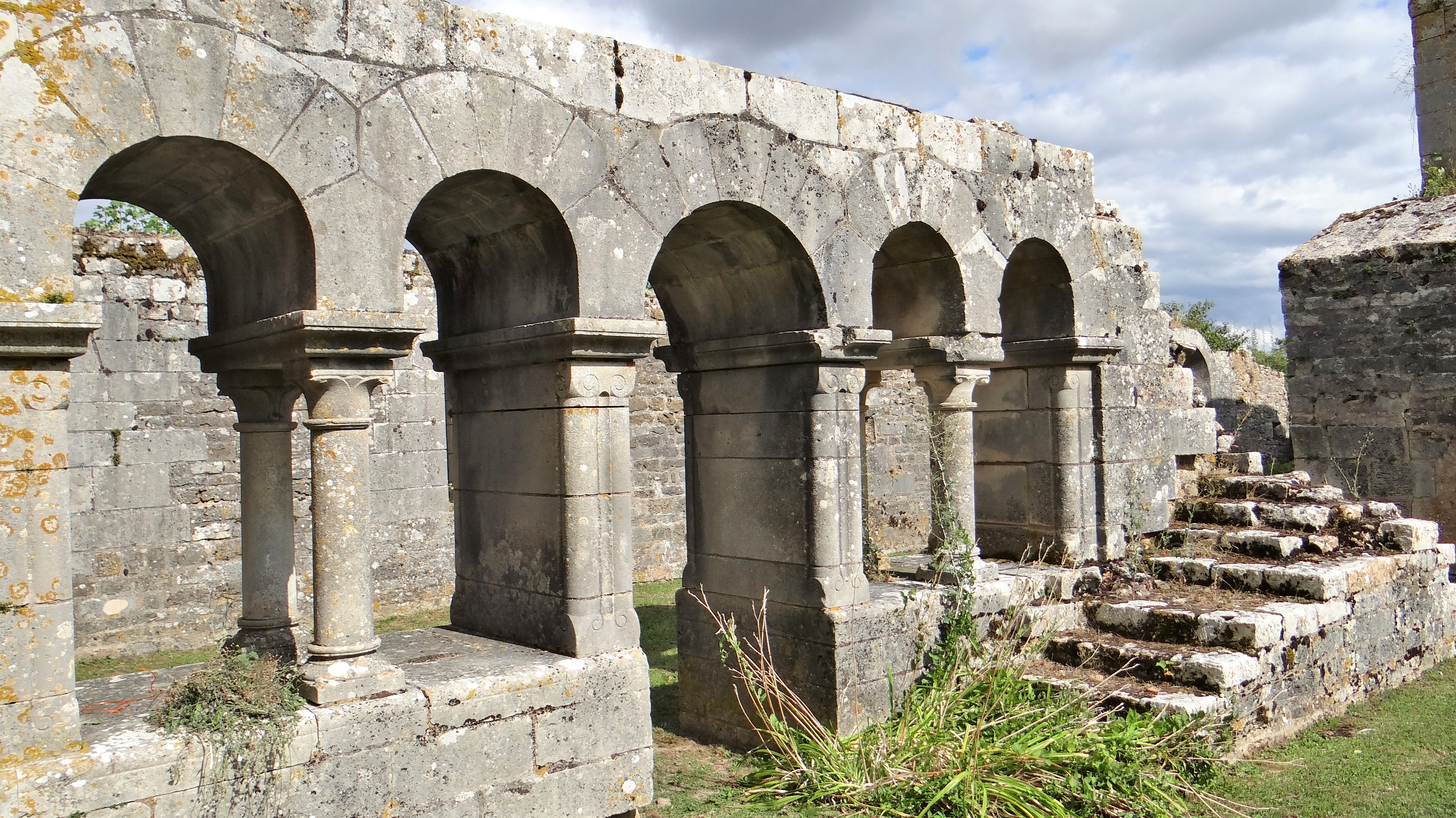
Les cinq arcades de la salle capitulaire en 2019.
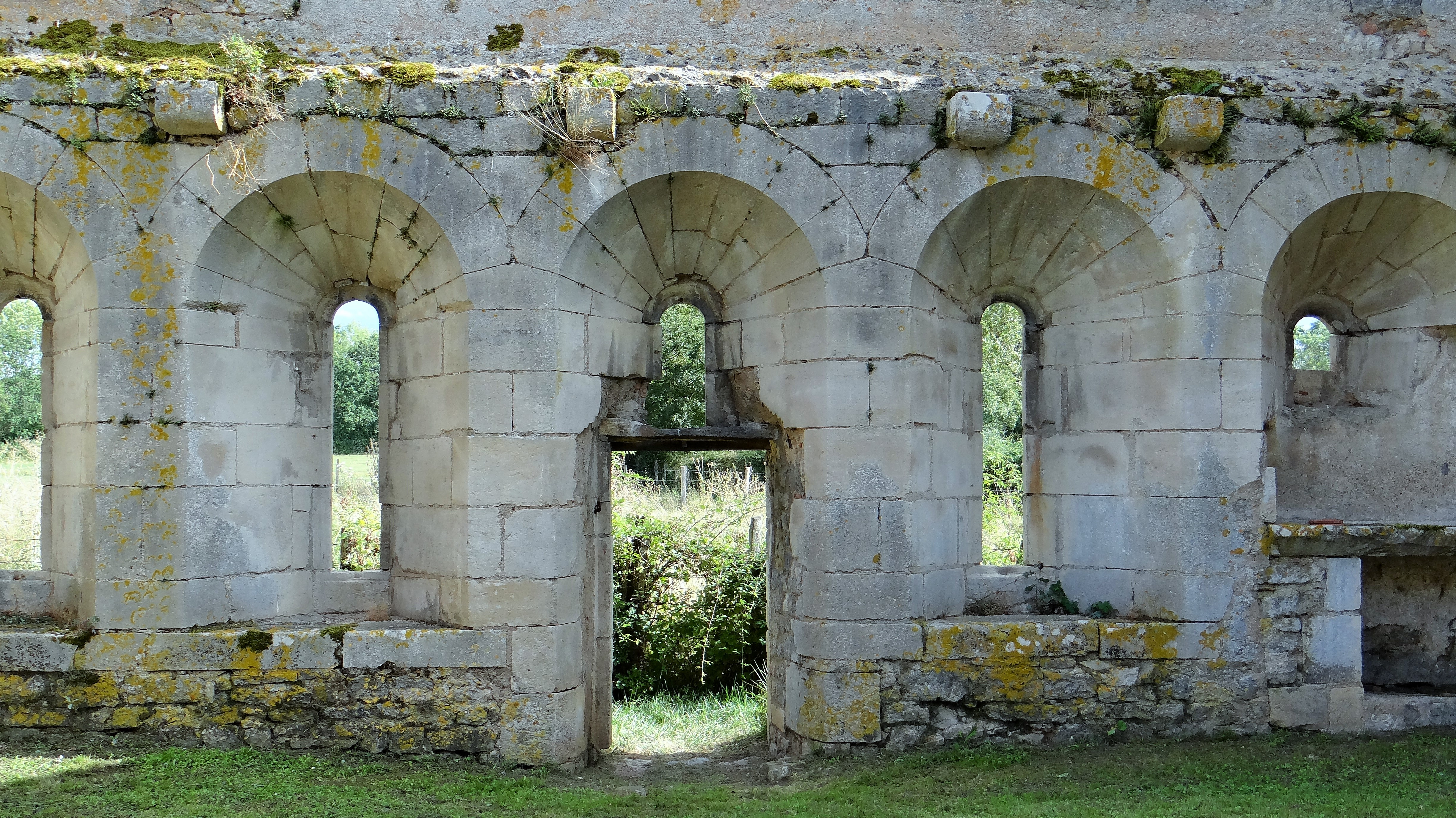
Murs de l'ancienne cuisine avec des lancettes en 2019.

## Le prieuré et Eugène Viollet-le-Duc
En 1840, l'architecte Eugène Viollet-le-Duc conduit les travaux de restauration de la basilique de Vézelay. Profitant des moments libres que lui laisse sa charge, il visite la région et découvre le prieuré. Si ce dernier n'y entreprit aucune restauration, il prit soin cependant de dessiner la remarquable double piscine (lavabo) de la chapelle. Il intégra son dessin dans le Dictionnaire raisonné de l’architecture française du XIe au XVIe siècle/Piscine.

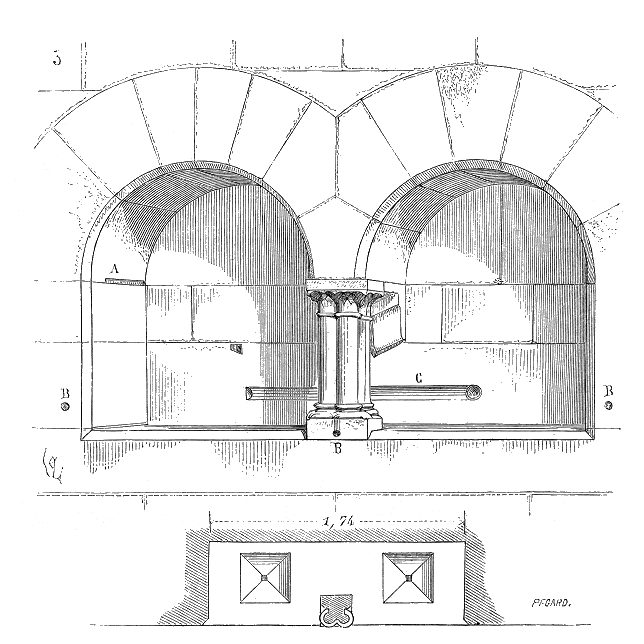
Dessins d'Eugène Viollet-le-Duc.
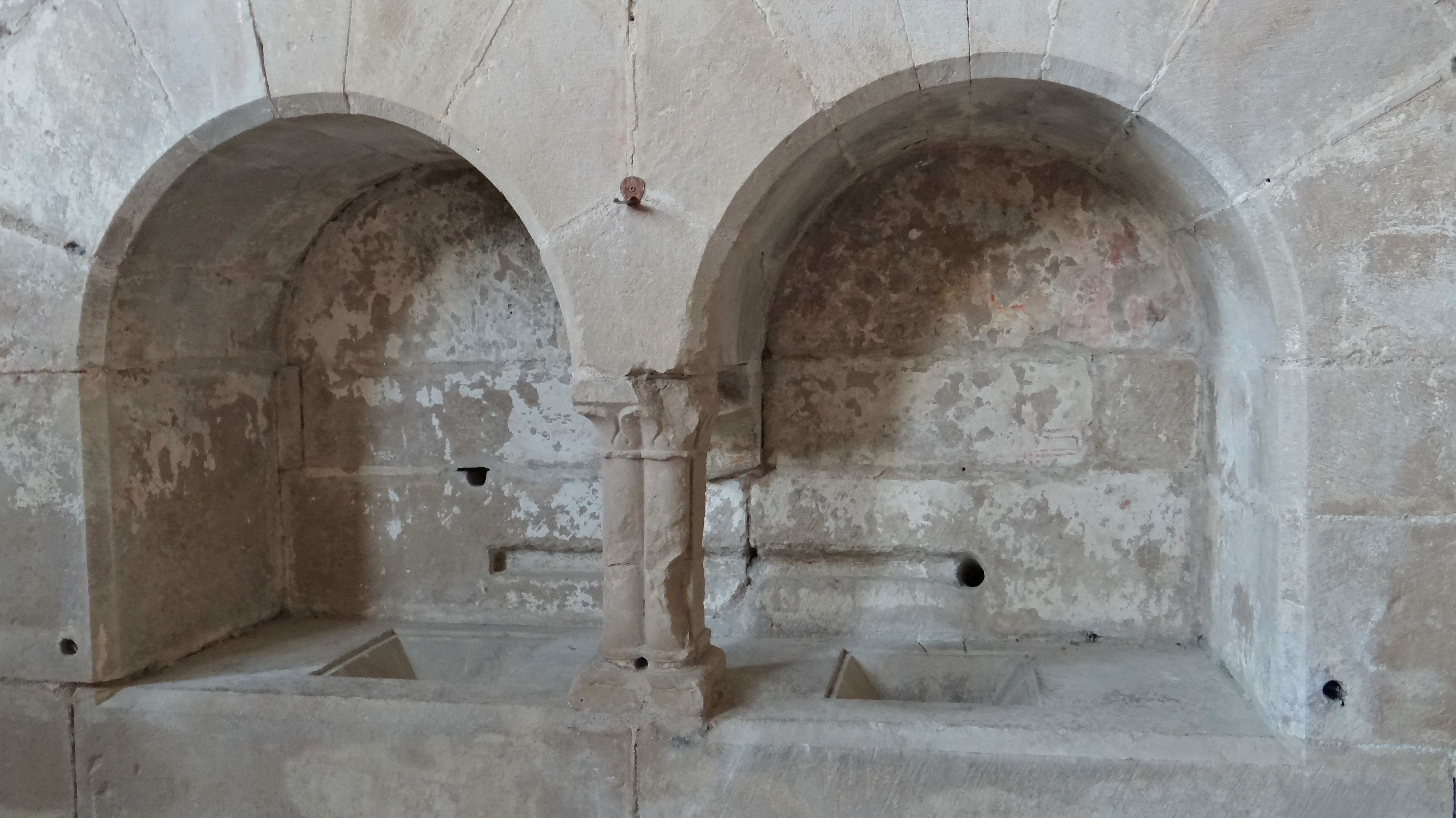
Double piscine en 2019.
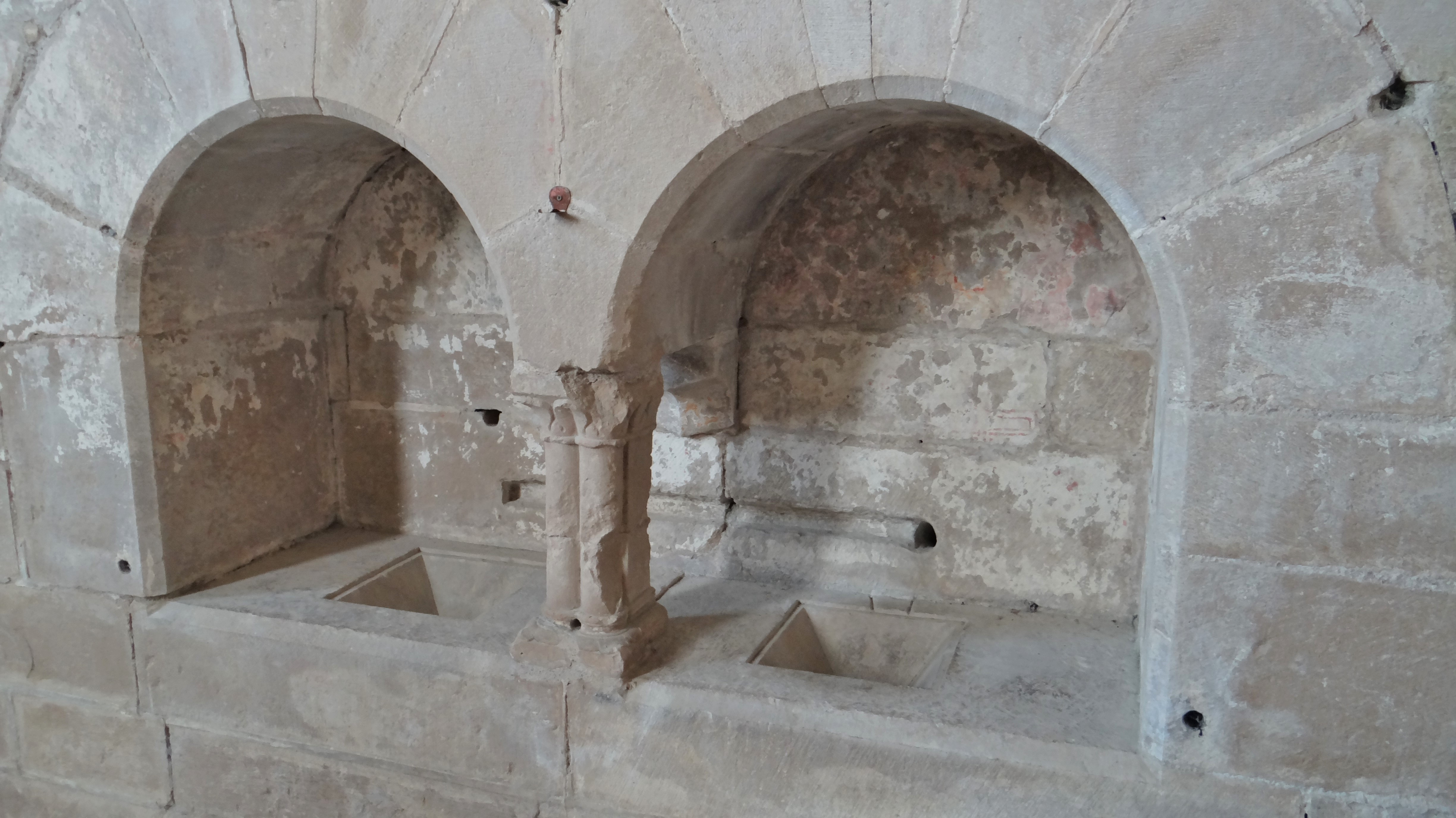
Double piscine en 2019.
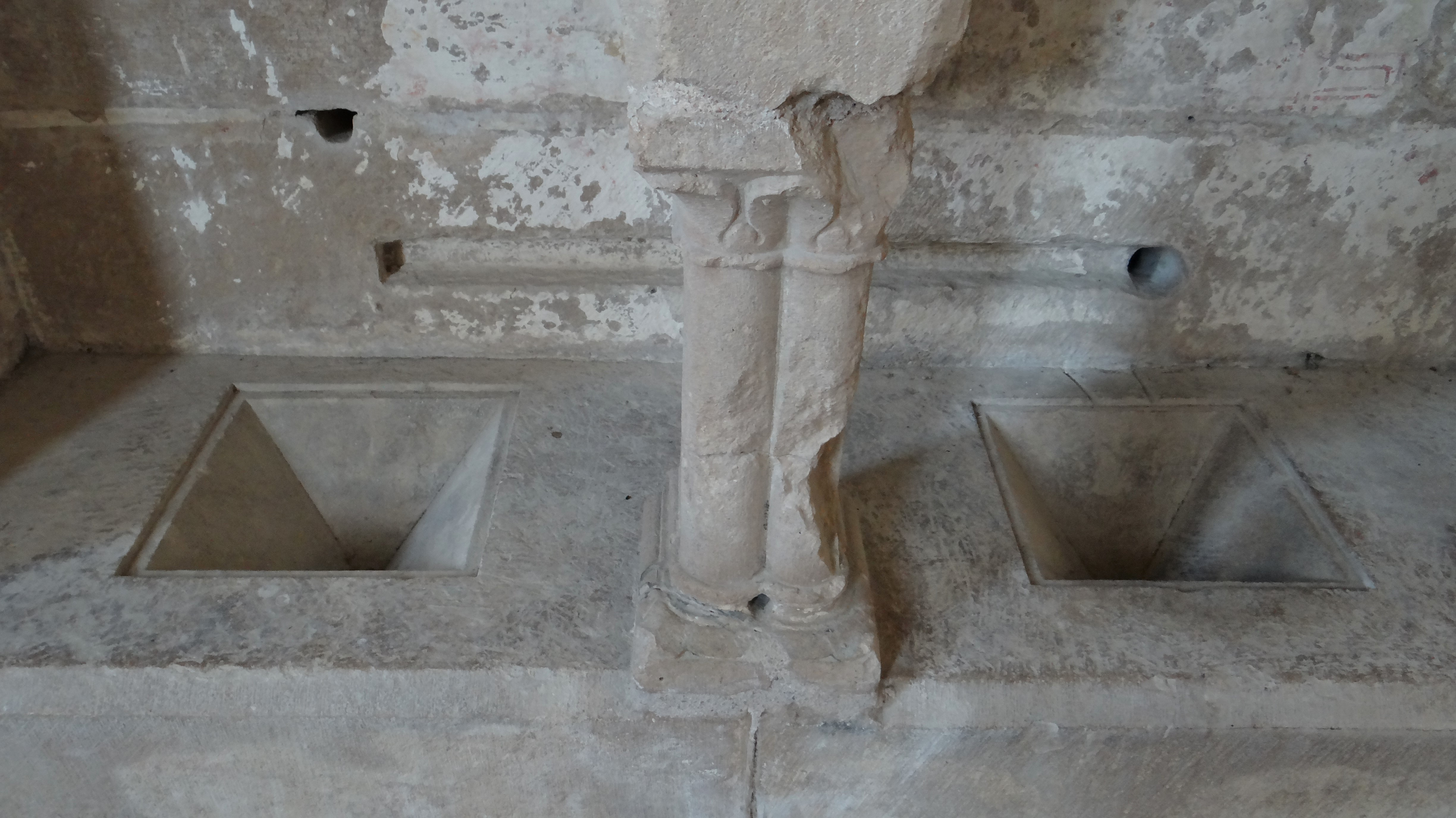
Double piscine en 2019.
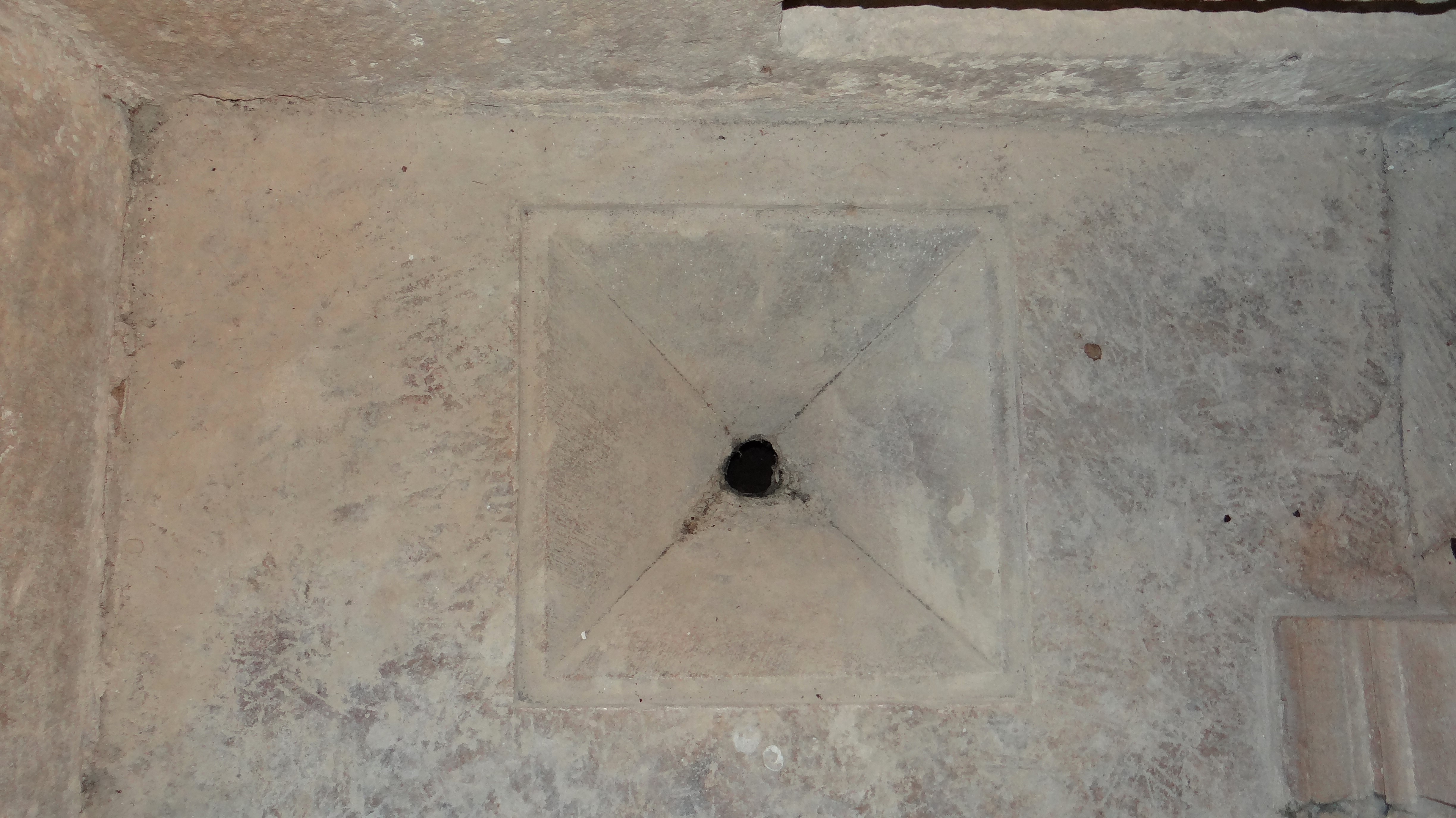
Lavabo gauche en 2019.
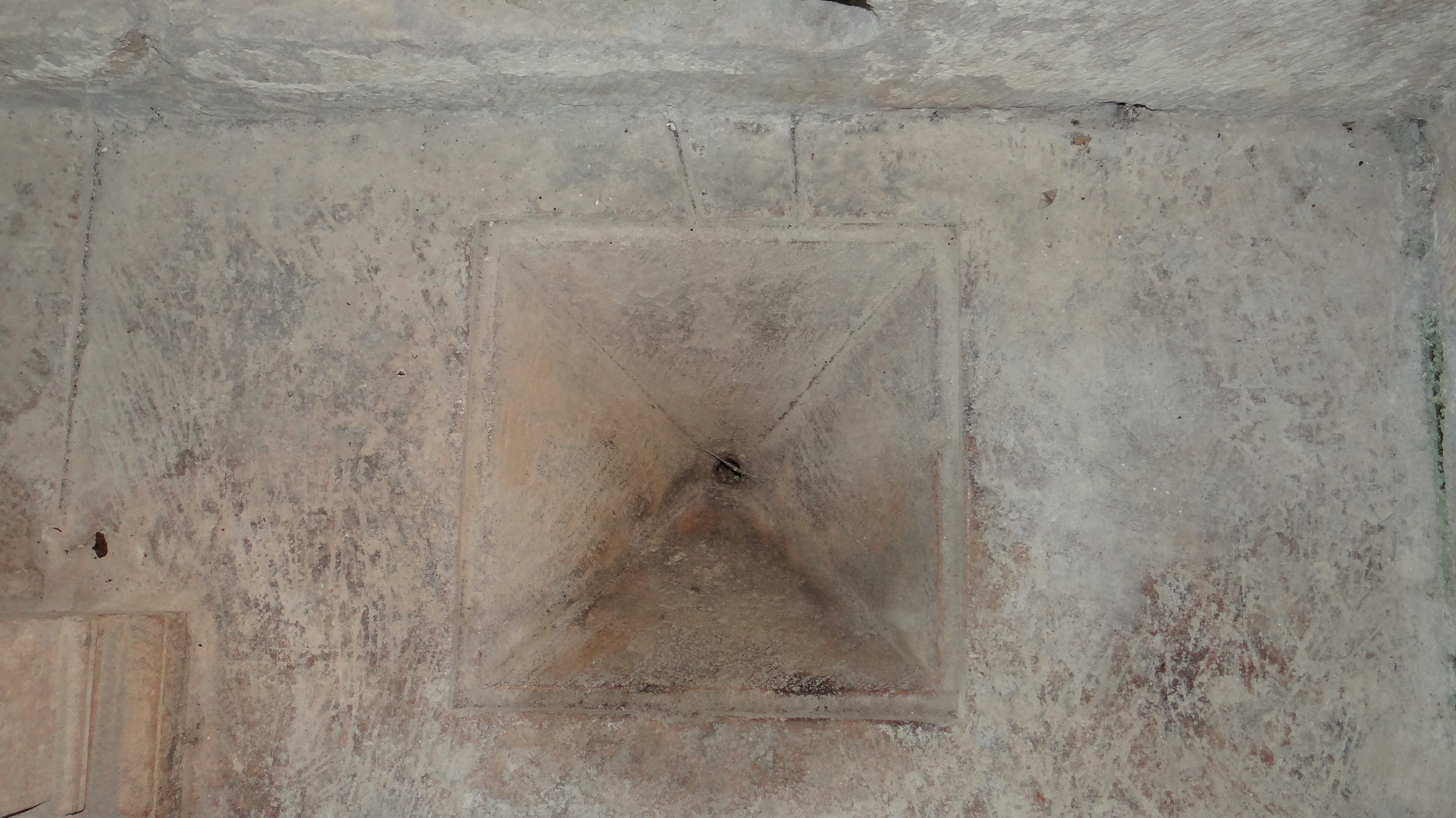
Lavabo droit en 2019.